# Second (groupe)
Pour les articles homonymes, voir Second.
Second est un groupe espagnol de rock indépendant, originaire de Murcie, actif entre 1997 et 2023. Durant son existence, le groupe est formé par Sean Frutos, Jorge Guirao, Nando Robles et Fran Guirao. Ils deviennent l'un des groupes indépendants espagnols les plus réputés, participant à de nombreux festivals tout au long de leur carrière. 

## Histoire
L'album live 15 sort le 8 mai 2012, et contient le titre inédit El eterno aspirante, qui sort en tant que deuxième single. En décembre 2012, ils terminent leur tournée 15 par un concert dans leur ville natale de Murcie.
Le 7 juillet 2020 sort le morceau En la cuerda fuerte, qui donne également son nom à la tournée lancée à Murcie la même semaine, qui présente un nouveau format électro-acoustique adapté aux limitations dérivées de la pandémie de Covid-19. Le 30 septembre 2022 sort leur neuvième album studio intitulé Flores imposibles. Il contient 9 chansons dont Quiero equivocarme et El contorno de tus miedos. En 2023, après 26 ans de carrière et 11 albums studio, ils mettent un terme à leur carrière avec une tournée d'adieu qui comprend l'enregistrement d'un concert au Teatro Circo Price à Madrid.

## Discographie

### Albums studio
- 2000 : Private Life (La Casa de las Locas)
- 2003 : Pose (Pulpo Negro)
- 2006 : Invisible (DRO)
- 2009 : Fracciones de un segundo (DRO)
- 2011 : Demasiado soñadores (Warner Music)
- 2012 : 15 (Directo) (Warner Music)
- 2013 : Montaña Rusa (Warner Music)
- 2015 : Viaje Iniciático (Hook Ediciones Musicales)
- 2018 : Anillos y Raíces (Eo!Música)
- 2022 : Flores Imposibles (The Music Public Records)

### EP
- 2001 : Saint Jacob's Return[4]
- 2004 : Segunda vez
- 2012 : 5 (Directo)